# Convolvulus
Convolvulus és un gènere de plantes fanerògames de la família de les convolvulàcies que conté unes 250 espècies. Aquestes plantes petites són conegudes vulgarment com a "corretjoles", "corrioles" o "campanetes". Són plantes anuals o perennes comunes a les regions temperades i subàrtiques. Algunes són enfiladisses i altres matolls de mesures més aviat menudes. Les flors tenen forma de trompeta i sovint tenen colors delicats, com blanc, rosa, viola o blau cel. Moltes d'aquestes espècies es consideren males herbes que ofeguen altres plantes apreciades, però hi ha qualque espècie que es cultiva com a flor de jardí.

## Espècies comunes
- Convolvulus althaeoides
- Convolvulus angustissimus

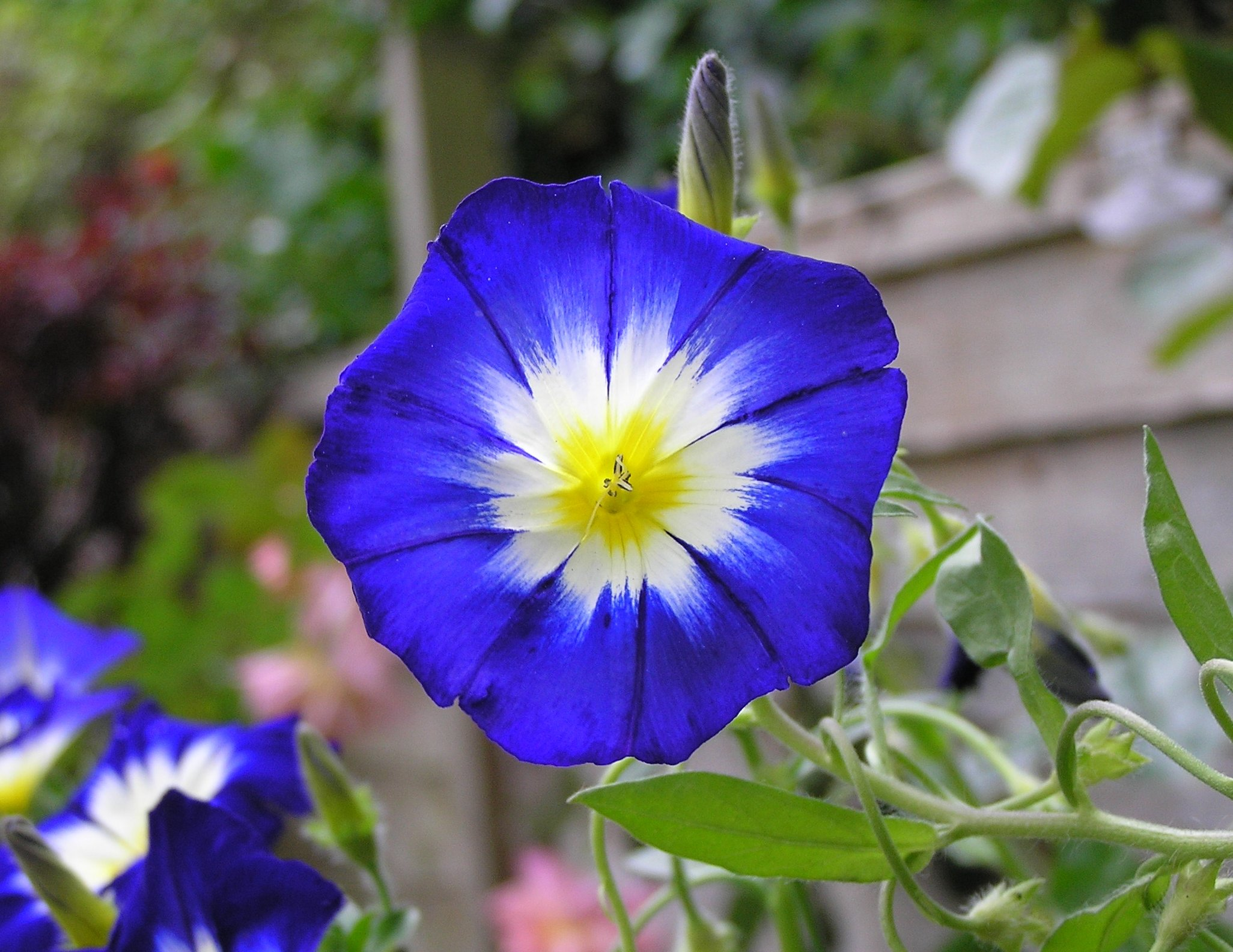
Campaneta blava (Convolvulus tricolor)

- Convolvulus arvensis – corretjola de conradís
- Convolvulus assyricus
- Convolvulus boissieri
- Convolvulus calvertii
- Convolvulus calycina
- Convulvulus canariensis
- Convolvulus cantabricus
- Convolvulus capensis
- Convolvulus cataonnicus
- Convolvulus chilensis
- Convolvulus cneorum
- Convolvulus compactus
- Convolvulus dorycnium
- Convolvulus equitans
- Convolvulus erubescens
- Convolvulus eyreanus
- Convolvulus floridus
- Convolvulus fractosaxosa
- Convolvulus graminetinus
- Convolvulus hermanniae
- Convolvulus holosericeus
- Convolvulus humilis
- Convolvulus incanus
- Convolvulus lineatus
- Convolvulus nodiflorus
- Convolvulus ocellatus
- Convolvulus oleifolius
- Convolvulus pentapetaloides
- Convolvulus persicus
- Convolvulus phrygius
- Convolvulus pilosellifolius
- Convolvulus remotus
- Convolvulus sabatius
- Convolvulus scammonia - glòria de matí.
- Convolvulus scoparius
- Convolvulus siculus
- Convolvulus suffruticosus
- Convolvulus tricolor – campaneta blava.
- Convolvulus verecundus
- Convolvulus waitaha
- Convolvulus wallichianus